# Cantone di Aillant-sur-Tholon
Il Cantone di Aillant-sur-Tholon era una divisione amministrativa dell'arrondissement di Auxerre.
È stato soppresso a seguito della riforma complessiva dei cantoni del 2014, che è entrata in vigore con le elezioni dipartimentali del 2015.
Comprendeva 20 comuni:
- Aillant-sur-Tholon
- Branches
- Champvallon
- Chassy
- Fleury-la-Vallée
- Guerchy
- Laduz
- Merry-la-Vallée
- Neuilly
- Les Ormes
- Poilly-sur-Tholon
- Saint-Aubin-Château-Neuf
- Saint-Martin-sur-Ocre
- Saint-Maurice-le-Vieil
- Saint-Maurice-Thizouaille
- Senan
- Sommecaise
- Villemer
- Villiers-sur-Tholon
- Volgré